# Urticinopsis crassa
Urticinopsis crassa is een zeeanemonensoort uit de familie Actiniidae.
Urticinopsis crassa is voor het eerst wetenschappelijk beschreven door Carlgren in 1938.